# 夏永康
夏永康（英語：Wing Shya，1964年—），香港出生，香港攝影師，導演及平面設計師。

## 生平
夏永康曾在香港中國婦女會中學、李惠利工業學院和明愛白英奇專業學校及加拿大艾蜜莉卡藝術及設計大學就讀，後在美國Pentagram工作，回港後創辦了自己的創作室Shya-la-la workshop，工作範疇包括時裝及廣告攝影。他曾為導演王家衛負責多部電影，包括《春光乍洩》、《花樣年華》及《2046》的拍攝及設計工作，亦曾成為音樂錄影帶及網劇導演。
夏永康的作品曾在多個香港及國際展覽中展出，在香港、中國、加拿大、日本、美國紐約等地獲得超過60個獎項。2006年3月18日至4月16日，日本六本木新城森美術館舉行夏永康個人攝影展「Wing Shya Exhibition」，展出他為多位藝人拍攝的攝影作品。他是首位於森美術館舉行個人展覽的攝影師。

## 展覽
- 2005年5月20日 上海街視藝空間
- 2006年1月 香港設計系列之三「四頭家」-- 香港文化博物館
- 2006年3月 日本六本木新城 -- 「Wing Shya Exhibition」個人攝影展
- 2007年10月12-28日 香港中環 -- 「溫沙．成人之寫真展」

## 電影/電視作品
- 《春光乍洩》
- 《花樣年華》
- 《2046》
- 《戀愛起義》
- 《男女字典》
- 《全城熱戀熱辣辣》
- 《聖誕玫瑰》
- 《全球熱戀》

## 攝影作品
- 陳奕迅《Taste the Atmosphere》(2010) 專輯封面
- 陳奕迅《Stranger Under My Skin》(2011) 專輯封面
- 張學友《醒著做夢》(2014) 專輯封面
- 楊千嬅《Live MY LIVE》(2025) 演唱會海報

## 相關
- 軟硬天師 是設計學院同學

## 外部連結
- wingshya.com （页面存档备份，存于） 夏永康個人網站
- Wing Shya Exhibition 六本木新城
- Blue Lotus Gallery：Wing Shya （页面存档备份，存于）（英文）